# L'ultimo bacio
L'ultimo bacio è un film del 2001 scritto e diretto da Gabriele Muccino, con Stefano Accorsi, Giovanna Mezzogiorno, Stefania Sandrelli e Martina Stella nella sua prima apparizione cinematografica.
Nel 2006 è stato realizzato un remake statunitense, diretto da Tony Goldwyn, intitolato The Last Kiss.

## Trama
Roma. Carlo, ventinovenne che aspetta un figlio dalla fidanzata Giulia, rimane incantato dalla sensuale innocenza di Francesca, un'effervescente ragazza di 18 anni conosciuta al matrimonio dell'amico Marco. Tra i due nasce una travolgente attrazione, con Giulia ignara di tutto e alle prese con i preparativi in vista della nascita della loro figlia. Nel frattempo, Adriano, in crisi con la moglie Livia, da cui ha avuto un figlio, medita di andarsene di casa.
Paolo è depresso a causa del padre malato e dell'abbandono da parte della fidanzata Arianna. Alberto, apparentemente sereno, passa da un'avventura all'altra, incapace di creare legami stabili. Anche Anna, la madre di Giulia, trascorre un periodo di forte crisi con il marito psicologo Emilio, che la porta a gettarsi tra le braccia di una sua vecchia fiamma, il professor Eugenio Bonetti, ritrovandolo però ormai sentimentalmente impegnato e neopapà.
Giulia incontra gli amici in occasione della visita di condoglianze a Paolo per la morte del padre e si rende conto che Carlo, dicendole che avrebbe passato la serata con Adriano, invece presente a casa di Paolo, le ha mentito. Quando Carlo torna a casa, Giulia, in preda alla rabbia, lo obbliga a raccontarle la verità e Carlo le confessa il suo incontro con Francesca, terminato con "soltanto un bacio". A questo punto, Giulia scoppia di rabbia e caccia violentemente Carlo di casa. Quest'ultimo ritorna da Francesca, con la quale passa una notte d'amore.
Il mattino dopo, svegliandosi nella stanza della ragazza, capisce di aver sbagliato: lascia Francesca e corre da Giulia, la quale decide tuttavia di trasferirsi a casa dei genitori, ormai riappacificatisi. Con la complicità di Anna, Carlo riuscirà a farsi perdonare da Giulia e a riconquistarla.

## Produzione
Il film avrebbe dovuto intitolarsi Non sono pensieri carini, ma il compositore della colonna sonora Paolo Buonvino fece ascoltare a Muccino un brano che stava arrangiando per Carmen Consoli, sua concittadina. Muccino volle subito adottarlo come tema del film e utilizzarne il titolo (L'ultimo bacio, appunto) come titolo del film.
Originariamente i protagonisti dovevano essere Kim Rossi Stuart e Claudia Pandolfi, ma sia l'uno che l'altra rifiutarono e il regista scelse Accorsi e la Mezzogiorno fra i quali in quel periodo era in corso una relazione anche nella vita reale.
Con questo film si rivelò definitivamente una nuova generazione di attori, tutti più o meno coetanei, tra i quali Pierfrancesco Favino, fino ad allora sconosciuto.

## Colonna sonora
La colonna sonora è incentrata sulla canzone di Carmen Consoli che dà il titolo al film, L'ultimo bacio. La cantante siciliana compare nel film in un cameo.

## Accoglienza
Il film ha incassato 13 milioni di euro al botteghino (dati Cinetel), rimanendo per ben sei mesi nelle sale cinematografiche, fatto che nel cinema italiano non avveniva da tempo. Nel 2002 il film ottiene un buon successo anche all'estero, in particolare in Europa. Distribuito anche negli Stati Uniti durante l'estate successiva, è inserito dalla celebre rivista di cinema Entertainment Weekly tra i dieci migliori titoli dell'anno.
Il film ha incassato globalmente oltre 17 milioni di dollari.

## Riconoscimenti
- 2001 - David di Donatello
  - Miglior regista a Gabriele Muccino
  - Migliore attrice non protagonista a Stefania Sandrelli
  - Miglior produttore a Domenico Procacci
  - Miglior montaggio a Claudio Di Mauro
  - Miglior suono in presa diretta a Gaetano Carito
  - Candidatura Miglior film
  - Candidatura Migliore attrice protagonista a Giovanna Mezzogiorno
  - Candidatura Migliore attore protagonista a Stefano Accorsi
  - Candidatura Migliore attore non protagonista a Claudio Santamaria
  - Candidatura Migliore sceneggiatura a Gabriele Muccino
- 2001 - Nastro d'argento
  - Migliore attrice non protagonista a Stefania Sandrelli
  - Miglior montaggio a Claudio Di Mauro
  - Miglior canzone originale (L'ultimo bacio) a Carmen Consoli
  - Candidatura Miglior regia a Gabriele Muccino
  - Candidatura Migliore attrice protagonista a Giovanna Mezzogiorno
  - Candidatura Migliore attrice non protagonista a Sabrina Impacciatore
  - Candidatura Miglior produttore a Domenico Procacci
- 2001 - European Film Awards
  - Candidatura Miglior attrice a Stefania Sandrelli

- 2001 - Globo d'oro
  - Candidatura Miglior attrice a Giovanna Mezzogiorno
- 2002 - Sundance Film Festival
  - Premio del pubblico (World Cinema) a Gabriele Muccino
- 2001 - Premio Flaiano
  - Miglior attrice protagonista a Giovanna Mezzogiorno
  - Miglior attrice non protagonista a Sabrina Impacciatore
  - Miglior montaggio a Claudio Di Mauro
- 2001 - Ciak d'oro
  - Miglior attore protagonista a Stefano Accorsi[2]
  - Migliore sceneggiatura a Gabriele Muccino[2]
  - Miglior montaggio a Claudio Di Mauro[2]
- 2001 - Gransito Movie Awards
  - Miglior attore non protagonista a Claudio Santamaria
  - Rivelazione maschile a Claudio Santamaria
- 2002 - Newport International Film Festival
  - Miglior attore protagonista a Claudio Santamaria

## Sequel
A quasi dieci anni dall'uscita del film che ne ha decretato il successo a livello nazionale ed europeo, nella primavera del 2009 sono iniziate le riprese di Baciami ancora, sequel del film. Il film è uscito il 29 gennaio 2010. Nel cast sono stati riconfermati Pierfrancesco Favino, Claudio Santamaria, Stefano Accorsi, Giorgio Pasotti, Sabrina Impacciatore, Marco Cocci e Daniela Piazza.
In un'intervista al GR1, Giovanna Mezzogiorno ha invece annunciato di non essere intenzionata a recitare in Baciami ancora, tenendo a precisare che il suo rifiuto non ha nulla a che vedere con la presenza di Stefano Accorsi (con il quale l'attrice ha avuto una lunga relazione sentimentale). La Mezzogiorno ha, infatti, dichiarato al riguardo:
Nel cast del secondo film non figurano neanche Martina Stella, Stefania Sandrelli, Sergio Castellitto, Carmen Consoli, Ines Nobili, Piero Natoli e Vittorio Amandola (deceduti entrambi prima del sequel), Regina Orioli e Luigi Diberti; in compenso vengono aggiunti altri personaggi, interpretati da Valeria Bruni Tedeschi, Primo Reggiani e Adriano Giannini, oltre a Vittoria Puccini che sostituisce, appunto, la Mezzogiorno nel ruolo di Giulia.

## Curiosità
- Nel film del 1990 Pierino torna a scuola, il protagonista e un suo compagno di classe assistono in una piazza di Roma alle riprese di un film chiamato proprio L'ultimo bacio.
- I nomi di Carlo e Giulia ricorrono anche in un altro film di Muccino, Ricordati di me del 2003, medesimi nomi adottati da Marco Risi nel 1985, per i protagonisti del suo film Colpo di fulmine.